# Ташбулатово
Ташбула́тово (баш. Ташбулат) — село в Абзелиловском районе Республики Башкортостан России. Административный центр Ташбулатовского сельсовета. Согласно переписи 2020 года население составляло 1361 человек.

## Географическое положение
Село расположено на берегу озера Карабалыкты, в 34 км к северо-востоку от районного центра села Аскарова, в 215 км к юго-востоку от столицы республики города Уфы и в 45 км по Белорецкому шоссе и в 55 км через Банное озеро (Якты-Куль) к северо-западу от города Магнитогорска. С юго-запада к селу примыкает деревня Геологоразведка.
На севере недалеко от села проходит региональная автодорога 80К-026 Стерлитамак — Белорецк — Магнитогорск, имеется местная дорога от неё к селу, продолжающаяся далее как региональные автодороги 80К-019 Кусимовский Рудник — Озёрное и 80К-020 Подъезд к городу Магнитогорску.
Ближайшая железнодорожная станция Ташбулатово на Башкирском БАМе Южно-Уральской железной дороги, находится в 6,5 км к северо-востоку от села в деревне Улянды.

## Описание
В селе имеются средняя школа, детский сад, врачебная амбулатория, дом культуры, библиотека, мечеть.
Вблизи села находится комплекс археологических памятников, самый известный из которых, стоянка «Урта-Тубе (Мысовая)».

## История
Село основано башкирами Тамьянской волости Ногайской дороги, известно со 2-й половины XVII века как Акимбетово по имени первопоселенца Акимбета Карасманова. Современное название с начала 1920-х гг. по имени бывшего юртового старшины Ташбулата Саитбатталова.

## Население
| 1968 | 2002  | 2009  | 2010  |
| ---- | ----- | ----- | ----- |
| 630  | ↗1048 | ↗1262 | ↗1277 |

Согласно переписи 2002 года, преобладающая национальность — башкиры (97 %).
Историческая численность населения: в 1795—157 чел.; 1866—601 чел.; 1900—395 чел.; 1920—558; 1939—417; 1959—495; 1989—821.

## Религия
В селе есть мечеть.

## Известные жители
- Нургалин, Зиннур Ахмадиевич (4 октября 1928 — 10 июня 2020) литературовед, почетный академик АН РБ (2002), доктор филологических наук (1984), профессор (1985), заслуженный деятель науки БАССР (1978).
- Вальмухаметов, Радик Сафаргалеевич (род. 1966) — российский певец, народный артист Башкортостана (2003).
- Атауллин, Ринат Юморович (род. 1957) — живописец, заслуженный художник Республики Башкортостан (2010). Член Союза художников СССР с 1991 года.

## Достопримечательности
Озеро Карабалыкты.